# Antoine Arnauld

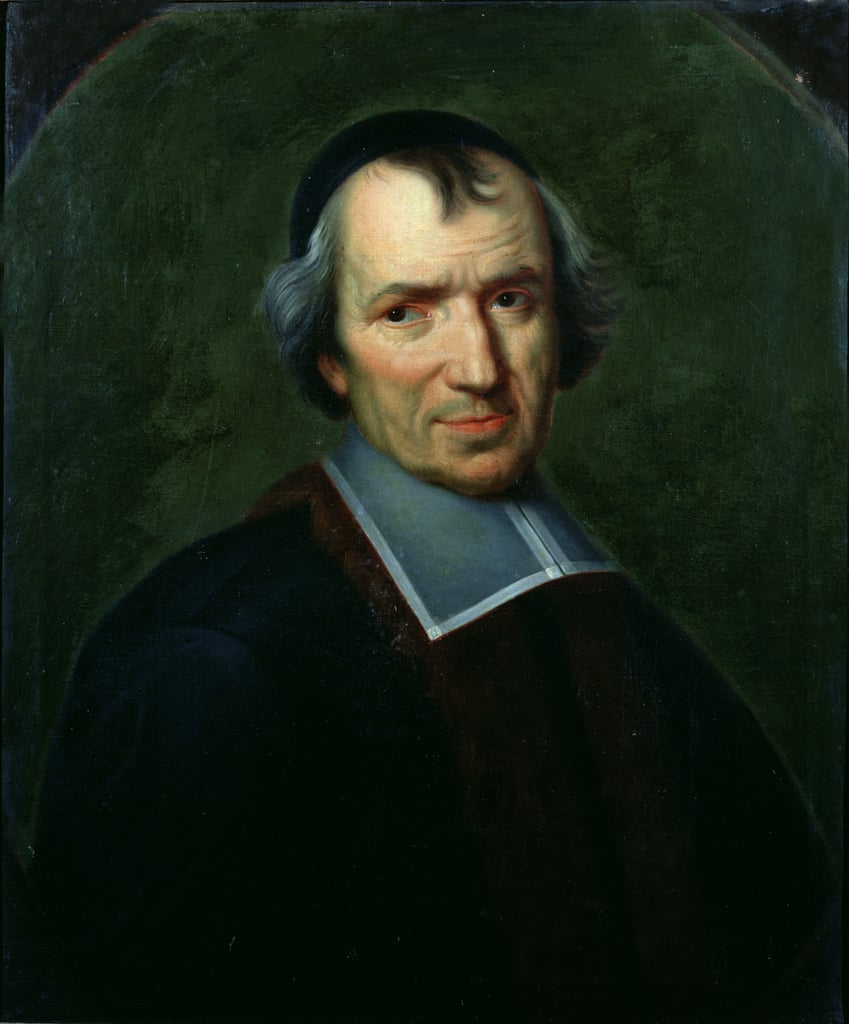
Antoine Arnauld

Antoine Arnauld (* 5. Februar 1612 in Paris; † 8. August 1694 in Brüssel) war ein französischer Philosoph, Linguist, Theologe, Logiker und Mathematiker. Er war ein Vertreter des Jansenismus.

## Leben und Wirken
Antoine Arnauld war der Sohn des bekannten Pariser Anwalts, avocat Antoine Arnauld sen. (1560–1619) am Parlement de Paris und dessen Ehefrau Catherine Marion de Druy († 1641).
Arnauld lehrte von 1643 bis 1656 an der Sorbonne, die er wegen seiner jansenistischen Haltung verlassen musste. Nach dem Tod Saint Cyrans war er Führer des Jansenismus um das Kloster Port-Royal, welches seine ältere Schwester Angélique Arnauld als Äbtissin leitete. Am 17. Juni 1679 floh Arnauld aus Frankreich in die Spanischen Niederlande und blieb dort im Exil bis zu seinem Tod 1694.
Arnauld setzte sich in einer umfangreichen Korrespondenz mit Nicolas Malebranche, Leibniz und Descartes über Philosophie und Logik auseinander. Speziell sein Briefwechsel mit Leibniz über dessen Discours de Métaphysique zwang Leibniz zu einer klaren durchstrukturierten Aussage, aus denen er später die Monadologie und die Theodizee entwickelte. Arnauld hinterließ ein umfangreiches, gegen Jesuiten und Protestanten gerichtetes Schrifttum.

## Werke
- Zusammen mit Claude Lancelot schrieb er die Grammatik von Port-Royal, Grammaire générale et raisonnée, die sich mit dem Einfluss der Grammatik auf den Klang und die Erscheinung von Sprache befasste.
- Mit Pierre Nicole verfasste er La logique ou l'art de penser (bekannt als Logik von Port-Royal), ein Buch, das logisches Schließen als Grundvoraussetzung für den Wissensgewinn propagierte. Es war für die Aufklärer des 18. Jahrhunderts von besonderer Bedeutung.

In seiner Schlussbemerkung schreibt Arnauld: „Die größte aller Torheiten besteht darin, seine Zeit und sein Leben auf etwas anderes zu verwenden und nicht auf das, was zur Erringung eines Lebens dient, das niemals enden wird, denn alle Güter und Übel dieses Lebens sind nichts im Vergleich mit denen des anderen.“
- Einer der wichtigsten seiner zahlreichen theologischen Traktate ist De la fréquente communion, in dem er sich vor allem gegen die laxe Bußpraxis der Jesuiten wendet und insbesondere die im 18. Jahrhundert weit verbreitete Meinung angreift, Katholiken müssten die Kommunion nur einmal im Jahr (zu Ostern) empfangen.
- Œuvres complètes, Lausanne, 42 vol in-4°, 1775 à 1781. Einzelne Bände online: 2, 5, 7, 8, 11, 15, 16, 17, 19, 25, 26, 27, 28, 37, 38
- De la fréquente communion où Les sentimens des pères, des papes et des Conciles, touchant l'usage des sacremens de pénitence et d'Eucharistie, sont fidèlement exposez. Paris : A. Vitré, 1643. online
- Grammaire générale et raisonnée : contenant les fondemens de l'art de parler, expliqués d'une manière claire et naturelle. Paris : Prault fils l'aîné, 1754. online
- Logique de Port-Royal|La logique ou L'art de penser: contenant outre les règles communes, plusieurs observations nouvelles, propres à former le jugement. Paris : G. Desprez, 1683. online
- Nouveaux éléments de géométrie
- Des vraies et des fausses idées
- Défense de M. Arnauld, vol. 38 et 39 der œuvres complètes
- Réflexions sur le nouveau système de la Nature et de la Grâce
- Lettres Leibniz-Arnauld
- Correspondance Malebranche-Arnauld
- Règles du bon sens
- La nouvelle hérésie des Jésuites. Paris 1662 (Digitalisat).